# La Fouillade
La Fouillade é uma comuna francesa na região administrativa de Occitânia, no departamento de Aveyron. Estende-se por uma área de 32,54 km². Em 2010 a comuna tinha 1 119 habitantes (densidade: 34,4 hab./km²).